# Авраам
Авраам (на иврит: אַבְרָהָם‎; на арабски: إبراهيم Ибрахим) е легендарният общ родоначалник на трите авраамически религии. В юдаизма той е основоположникът на Завета, специалната връзка между еврейския народ и Бог, в християнството е първообразът на всички вярващи, евреи или не, а в исляма е смятан за едно от звената във веригата пророци, започваща с Адам и достигаща своя апогей с Мохамед.
Историята на Авраам е описана в 11-а до 25-а глава на библейската книга Битие и е развита около темите за потомството и земята. Авраам е призован от Бог да напусне дома на баща си Тара и да се установи в земята, първоначално дадена на Ханаан, която сега Бог обещава на Авраам и неговото потомство като Обетована земя. Явяват се различни кандидати, които да наследят земята след Авраам и, макар на Измаил да е обещано да основе голям народ, Исаак, синът на Авраам от неговата полусестра Сарра, наследява обещанията на Бог към Авраам. Авраам купува място за гроба на Сарра в Хеброн, предявявайки претенциите си към земята, а в следващото поколение синът му Исаак взема жена от собствения си род, лишавайки ханаанците от наследствени права. След това Авраам се жени за Хетура и има още шестима синове, но след смъртта му, когато е погребан до Сарра, Исаак получава „всичкия имот“ на Авраам, а останалите синове – само „подаръци“.[Бит. 25:5 – 8]
Макар вътрешната хронология на Библията отнася живота на Авраам към времето около 2000 година пр. Хр,, разказът за Авраам не може да бъде отнесен към точно определено време и, според преобладаващото мнение, времето на патриарсите, Изхода и съдиите е по-късна литературна конструкция, която не е свързана с конкретен исторически период. Широко възприета сред учените хипотеза е, че историята за Авраам е създадена през ранния персийски период в края на VI век пр. Хр. в резултат на напрежение между еврейските земевладелци, останали в Юдея по време на Вавилонския плен и обосноваващи своето право над земята чрез Авраам и връщащите се изгнаници, основаващи претенцията си на легендата за Моисей и Изхода.

## Авраам в Битие

### Произход и странствания
Според историята в Битие Тара е потомък от девето поколение на Ной чрез неговия син Сим, легендарния прародител на семитите.[Бит. 11:1 – 24] Тара става баща на трима синове – Аврам, Нахор и Аран.[Бит. 11:26] Първоначално те живеят в Ур Халдейски,[Бит. 11:28] град, който повечето съвременни изследователи идентифицират като Ур в Шумер. Там Аврам се жени за Сара, която е негова полусестра – дъщеря на баща му от друга жена,[Бит. 20:12] но двамата нямат деца.[Бит. 11:29] В един момент Тара решава да напусне града и да замине за Ханаан, взимайки със себе си Аврам и Сара, както и Лот, син на Аран, който по това време вече е починал.[Бит. 11:28 – 31] Те не стигат до Ханаан, а се установяват в Харан, където остават дълго време, до смъртта на Тара.[Бит. 11:31 – 32]
След смъртта на Тара Бог казва на Аврам да напусне Харан с целия си род и да отиде в страната, която ще му покаже, като му обещава, че от него ще произлезе голям народ и Бог винаги ще го подкрепя срещу противниците му.[Бит. 12:1 – 3] Седемдесет и петгодишният Аврам тръгва от Харан със Сара, Лот и цялото си имущество и стига до местността Сихем в Ханаан, където изгражда жертвеник на Бог, а той отново му се явява.[Бит. 12:4 – 6] След това той се премества между градовете Ветил и Гай, където изгражда нов жертвеник, но след известно време продължава пътя си на юг.[Бит. 12:7 – 9]
Заради започнал масов глад в Ханаан, Аврам тръгва със семейството си за Египет. Там той представя съпругата си Сара за своя сестра, опасявайки се, че тя ще привлича внимание с красотата си и той може да бъде убит. В Египет фараоновит валможи виждат Сара и я похвалята на фараона и я взима в дома си.[Бит. 12:10 – 15] Владетелят обсипва Аврам с благодеяния и той забогатява и живее добре. След време Бог наказва владетеля за това, че живее със Сара, той разбира, че тя е омъжена, и я прогонва, заедно с Аврам, от страната си.[Бит. 12:16 – 20]

### Установяване в Ханаан
От Египет вече много богатият Аврам се връща при някогашния си лагер край Ветил. Тук възникват конфликти между пастирите на добитъка на Аврам и племенника му Лот и двамата решават да разделят имуществото си, като Лот се преселва на изток в долината на река Йордан, разполагайки лагера си край град Содом. След подялбата Бог отново се явява на Аврам и потвърждава обещанието си за всички земи, които може да обхване с поглед, както и за многобройно потомство. Тогава той отново премества лагера си и изгражда нов жертвеник в гората Мамре при Хеврон.[Бит. 13:1 – 18]
След това Битие описва бунта на няколко града в долината на Йордан, сред които и Содом, срещу властта на Елам, който довежда до успешен военен поход на еламците и техни съюзници от Месопотамия. Содом и другите градове са разграбени от месопотамците, а живеещият близо до тях Лот също е ограбен и взет в плен. Научавайки за това, Аврам с 318 свои слуги преследва еламците, нанася им поражение при Дан и ги прогонва към Дамаск, като освобождава Лот, връща имуществото му и взима голяма плячка. При завръщането си той е посрещнат с почести и дарява една десета от плячката на Мелхиседек, владетел на Салим и свещеник на Бог, след което се отказва от своя дял, който връща на владетеля на Содом. При тези събития Аврам става първият човек в Библията, определен като евреин.[Бит. 14:1 – 24]Той е първият човек в Библията, определен като евреин.[Бит. 14:13]

### Авраамовият завет
След похода срещу еламците Бог за пореден път се явява на Аврам. Той се оплаква от липсата на деца и че ще бъде наследен от свой роб, Елиезер от Дамаск, но Бог го уверява, че потомците му ще са повече от звездите. Бог му предсказва Египетския плен и отново му обещава земите на Ханаан, които сега описва по-конкретно – като земите на кенейци, кенезейци, кедмонейци, хетейци, ферезейци, рефаимци, аморейци, хананейци, евейци, гергесейци и иевусейци, разположени между Египетската река и Ефрат.[Бит. 15:1 – 21]
Въпреки уверенията на Бог Аврам и Сара нямат деца, затова Сара му дава за наложница египетската си слугиня Агар. След като Агар забремениява Сара решава, че тя е станала високомерна, започва да я тормози и я прогонва от дома. В пустинята Агар е спряна от ангел, който я убеждава да се върне и ѝ предсказва, че синът ѝ Измаил ще е в конфликт с роднините си, но ще има голямо потомство. Агар се връща в дома на Аврам, където се ражда синът им Измаил.[Бит. 16:1 – 16]
Когато Аврам е на 99 години, 13 години след раждането на Измаил, Бог отново му се явява, за да потвърди завета си с него, според който ще стане прародител на много народи и ще владее Ханаан. Той му нарежда да промени името си на Авраам, а това на съпругата си – на Сарра. Като физически знак за установения завет Бог иска Авраам да обрязва всички мъже в дома си, включително робите си. След това Бог уверява Авраам, че въпреки възрастта им Сарра ще роди негов син, който ще наследи завета, а Измаил ще има голямо потомство с „дванайсет князе“.[Бит. 17:1 – 27]
След време Бог отново се явява на Авраам и изпраща в дома му трима мъже. Той ги приема гостоприемно, а те му предсказват, че година по-късно вече ще има син от съпругата си, след което заминават към Содом. Бог казва на Авраам, че тримата отиват там, за да проверят оплакванията от греховете на местните жители, а Авраам преговаря с него и го убеждава да не наказва града, ако в него се намерят десетима праведни. Содом и съседните градове все пак са унищожени, но от доброжелателност към Авраам Бог спасява племенника му Лот и семейството му.[Бит. 18:1 – 33][Бит. 19:27 – 30]
След разрушаването на Содом Авраам напуска гората Мамре и отива при филистимския град Герар. Тук се повтаря историята от престоя му в Египет – той представя Сарра като своя сестра и местният владетел Авимелех я взима в дома си, научава истината от Бог и се разкайва, след което връща Сарра на Авраам, дава му значително имущество и му разрешава да се засели в земите на Герар. В отговор на това Бог освобождава съпругата и наложниците на Авимелех от безплодието им.[Бит. 20:1 – 18]

### Авраам и Исаак
Изпълнявайки многократните предсказания на Бог и въпреки преклонната им възраст – Авраам е на сто години – на Авраам и Сарра се ражда син, когото наричат Исаак и когото обрязват на осмия ден след раждането, съгласно вече установения обичай. След отбиването на Исаак Сарра отново иска от съпруга си да прогони Агар и Измаил. Авраам се колебае, но Бог го убеждава да я послуша, казвайки че Исаак е неговият истински наследник, но той ще се погрижи и за Измаил. Така Авраам изгонва в пустинята наложницата и сина си само с парче хляб и мех с вода. След това Авраам се среща с Авимелех, заклева се във вярност на него и потомците му и получава от него правата на кладенец при Вирсавия, където се установява да живее.[Бит. 21:1 – 14, 22 – 34]
Бог, изпитвайки верността на Авраам, иска от него да отиде в областта Мория, на няколко дни път от лагера му при Вирсавия, и да принесе в жертва единствения си син Исаак. Авраам се подчинява и отвежда сина си в Мория, но точно преди да го заколи е спрян от ангел, като Бог признава, че Авраам е доказал безпрекословната си вярност и за пореден път му обещава голямо и успешно потомство. След като се връща във Вирсавия Авраам получава сведения за своя брат Нахор и многолюдното му семейство.[Бит. 22:1 – 24]
След това Битие съобщава за смъртта на Сарра край Хеврон на 127-годишна възраст и описва подробно създаването на нейната гробница. Авраам моли местните жители, хетейците, да му дадат собствена земя, на която да погребе съпругата си. Те му казват да избере което място му харесва и той се спира на пещерата Мехпела. Тя е разположена до нивата на хетееца Ефрон и Авраам му предлага да я купи. Ефрон първоначално отказва и иска да му даде нивата и пещерата даром, но Авраам го убеждава да вземе пари и му заплаща 400 сребърни сикли за нивата и пещерата, която превръща в своя семейна гробница.[Бит. 23:1 – 20]
След погребението на Сарра Авраам решава да ожени сина си Исаак. Тъй като не иска да взима в семейството си ханаанци, той изпраща свой слуга с керван дарове в родния си край, за да намери съпруга за сина му сред собствения му род. С помощта на знамения от Бог, слугата взема от дома ѝ Ревека, внучка на брата на Авраам Нахор, отвежда я в Ханнан и тя става съпруга на Исаак.[Бит. 24:1 – 67]
След смъртта на Сарра Авраам се жени повторно за Хетура, от която, както и от своите наложници, има многобройно потомство. Въпреки това, според Битие, той обявява Исаак за свой единствен наследник, а на останалите си потомци раздава дарове и ги отпраща да живеят на изток.[Бит. 25:1 – 6]
Авраам умира на 175 години и е погребан от синовете си Исаак и Измаил при своята първа съпруга Сарра в пещерата Мехпела.[Бит. 25:7 – 10]

## В религиозните традиции
Авраам е уважавана фигура в три от големите световни религии – юдаизма, християнството и исляма. В юдаизма той е отецът основател на Завета, специалната връзка между еврейския народ и Бог – вярване, което поставя евреите в уникалното положение на богоизбран народ. В християнството апостол Павел сочи Авраам, с неговата безпрекословна вярност към Бог във времената преди Моисеевия закон, като прототип на всички вярващи, независимо дали са обрязани или не. Пророкът на исляма Мохамед смята Авраам, чието подчинение на Бог съставлява същността на исляма, за изпреварил времето си правоверен и отхвърля претенциите на евреите за изключителната им връзка с Бог и Завета.

### В юдаизма
В традицията на юдаизма Авраам е наричан Авраам Авину (אברהם אבינו), „нашият отец Авраам“, обозначавайки го както като биологичен прародител на евреите, така и като основоположник на юдаизма, първият евреин. Наричан е също и „баща на тридесет народа“. Неговата история се чете редовно при седмичните четения на Тора. Наред с Исаак и Иаков, той е един от тримата патриарси, чието име се свързва с Бог, който е наричан „Бог на Авраам, Бог на Исаак и Бог на Иаков“, но не и Бог на някого друг.
Извън разказа на Битие еврейската традиция свързва с Авраам и редица други легенди. Според една от тях Бог създава небето и земята заради достойнствата на Авраам. След Потопа Авраам е единственият сред вярващите, който по собствено решение се заклева никога да не предаде Бог, изучава в дома на Ной и Сим „пътищата Господни“ и продължава линията на коените от Ной и Сим, предавайки я на Леви и потомците му за вечни времена. Според друга легенда, преди да напусне родината си Авраам е чудотворно спасен от гнева на Нимрод, след като безстрашно натрошава идолите на халдеите. По време на престоя си в Ханаан той често дава подслон на пътници и чужденци, които учи как да почитат Бог.

### В християнството
В сравнение с юдаизма и исляма, ролята на Авраам в християнството е по-ограничена. Иисус Христос като Месия заема централно положение в християнството, разграничавайки го от другите два авраамически религии. В Послание до римляните апостол Павел сочи като заслуга на Авраам не толкова подчинението му на божествената воля, колкото вярата му в неограниченото божие милосърдие. Тази вяра става причина той да бъде избран за Завета, който става Завет на вярата, а не на подчинението.[Рим. 4:1 – 25]
Римокатолическата църква нарича Авраам „отец на вярата“ в евхаристийната молитва на Римския канон, рецитирана по време на литургията. Освен това паметта му е отбелязвана в църковните календари на няколко християнски деноминации – на 20 август от Маронитската църква, на 28 август от Коптската и Асирийската източна църква и на 9 октомври от Римокатолическата и някои лутерански църкви. Източноправославната църква отбелязва паметта му на два отделни празника – на 9/22 октомври, заедно с племенника му Лот, и в Неделя на светите Отци преди Рождество Христово, заедно с останалите предци на Иисус Христос.
В своя предговор към превода си на „Златната легенда“ от XV век Уилям Какстън отбелязва, че по това време житието на Авраам се чете в църквите на Сиропустна неделя. В православието той се споменава в литургията на свети Василий Велики, непосредствено преди анафората, а заедно със Сарра и в молитвите при венчание.

### В исляма
Ислямът разглежда Авраам (Ибрахим) като звено във веригата пророци, започваща с Адам и достигаща своя връх с Мохамед. Той е споменат в 35 от главите на Корана, по-често от всеки други библейски персонаж, с изключение на Моисей. Той е наричан както ханиф („монотеист“), така и мюсюлманин („подчиняващ се“), като мюсюлманите го смятат за пророк и патриарх, архетип на идеалния мюсюлманин и почитания реформатор на почитането на Кааба в Мека. Ислямската традиция приема Авраам за първия предвестник на исляма, наричан понякога миллат Ибрахим („религия на Авраам“), чието призвание и мисия в живота е да оповести единствеността на Бог.
Авраам заема особено положение сред главните пророци и е наричан Ибрахим Халилуллах („Авраам Любимия на Бог“). След Исаак и Иаков той е най-почетният човек пред погледа на Бог. Коранът го нарича също Отец на мюсюлманите и го сочи като образец за поведение на общността.

## Историчност
В началото и средата на XX век водещи археолози, като Уилям Обрайт, и библеисти, като Албрехт Алт, смятат, че библейските патриарси и матриарси са реални личности или правдоподобни съчетания на личности, живели през II хилядолетие пр. Хр. През 70-те години тези възгледи са оспорени с нови аргументи от историята на Израел и от библейските текстове, като изложените от Томас Томпсън и Джон Ван Сетърс. Томпсън, базирайки се на археологията и древните текстове, смята, че няма убедителни свидетелства, че патриарсите са живели във II хилядолетие пр. Хр., и отбелязва как някои библейски текстове отразяват обстоятелства от I хилядолетие пр. Хр. Ван Сетърс разглежда в подробности разказите за патриарсите и стига до извода, че имената, общественият контекст и посланията в тях ги свързват по-скоро с желязната епоха. В началото на XXI век археолозите отхвърлят възможността да бъде открит надежден исторически контекст за живота на Авраам.
Името на Авраам явно е много древно, защото съставителите на Битие вече не разбират първоначалното му значение (може би „издигнат баща“; значението „баща на много народи“, предлагано от Битие 17:5 днес се смята за лъжлива етимология). Разказът за него, както и тези за другите патриарси, вероятно има съществена устна предистория. В определен момент тези устни традиции стават част от писмената традиция на Петокнижието, като според повечето учени това става през Персийската епоха, около 520 – 320 година пр. Хр. Механизмите, по които се случва това, остават неизяснени, но днес има две основни хипотези за това. Според първата, наричана Персийска имперска оторизация, еврейската общност след Вавилонския плен съставя Петокнижието като правна основа, въз основа на която да функционира в рамките на системата на Персийското царство. Според втората то е написано, за да определи критериите за принадлежност към еврейската общност след Вавилонския плен, както и да установи структурата на властта и йерархията на отделните групи, най-вече жречеството и старейшините.
И в двата случая съставянето на Петокнижието и поставянето му в центъра на юдаизма от епохата след Вавилонския плен е по-скоро съчетаване на по-стари текстове, отколкото писане на нови – окончателният записан текст се основава на вече съществуваща традиция. В Книга на пророк Иезекиил, писана по време на Вавилонския плен (в първата половина на VI век пр. Хр.), Иезекиил, един от изгнаниците във Вавилон, казва, че останалите в Юдея претендират за притежание на страната като наследници на Авраам, но пророкът заявява, че претенциите им са неоснователни, защото не спазват Тора.[Иезек. 33:23 – 36] Книга на пророк Исаия също подсказва за напрежение между останалите в Юдея и връщащите се от Вавилонския плен, казвайки, че Бог е бащата на Израил и че историята на Израил започва с Изхода, а не с Авраам. Въз основа на тези свидетелства, някои автори смятат, че фигурата на Авраам е имала важно значение за земевладелците в Юдея по време на Вавилонския плен и след това, подкрепяйки претенциите им към земите в страната срещу тези на завръщащите се изгнаници.

## В популярната култура
В северното преддверие на катедралата в Шартър Авраам е изобразен с извърната настрани глава, загадъчен и благ, обгърнал с едната си ръка невръстния си син Исаак. В Средновековието „Лоно Авраамово“ наричали част от отвъдния свят – мястото, където праведните чакали молитвите на живите да им проправят път към рая. Разпространявана усърдно от Св. Августин, тази представа се съдържала в оформилата се в Средновековието на Запад идея за Чистилището. През XV век, когато догматът за Чистилището получил пълното одобрение на Римокатолическата църква, изразът „Лоно Авраамово“ престанал да се възприема като място, но запазил смисъла си на приятно убежище и дори понякога означава рай. В „Ричард III“ Шекспир казва, че там почиват синовете на Едуард.